# Voice of Truth
"Voice of Truth" é uma canção gravada pela banda Casting Crowns.
É o terceiro single do álbum de estreia lançado a 7 de outubro de 2003, Casting Crowns.

## Prémios
Em 2005, a canção venceu um Dove Awards na categoria "Inspirational Recorded Song of the Year" e em 2007, foi nomeada na categoria "Worship Song of the Year".